# Tatjana Iwanowna Schikolenko
Tatjana Iwanowna Schikolenko (russisch Татьяна Ивановна Шиколенко, englisch Tatyana Shikolenko, belarussisch Таццяна Іванаўна Шыкаленка, Tazzjana Iwanauna Schykalenka, davon englisch Tatsiana Shykalenka; * 10. Mai 1968 in Krasnodar, Russische SFSR, Sowjetunion) ist eine ehemalige Speerwerferin, die bis 1991 für die Sowjetunion, 1992 für die Gemeinschaft Unabhängiger Staaten, von 1993 bis 1995 für Belarus und danach für Russland antrat.
Als Fünfte der Junioreneuropameisterschaften 1985 und Vierte der Juniorenweltmeisterschaften 1986 zeigte sie schon früh, dass sie zumindest ähnlich talentiert wie ihre vier Jahre ältere Schwester Natalja Schikolenko war. Bei den Goodwill Games 1990 belegte Tatjana hinter ihrer Schwester den zweiten Platz. 1991 gewann sie bei der Universiade.
Bei den Weltmeisterschaften 1993 in Stuttgart traten beide Schikolenko-Schwestern für Belarus an. Hinter Trine Hattestad (Norwegen) und Karen Forkel (Deutschland) wurde Schykalenka mit 65,64 Meter Dritte vor Tatjana mit 65,18 Meter.
1997 wurde Tatjana Schikolenko, ab jetzt für Russland startend, mit 63,78 Meter Achte. Die erste Medaille gewann sie bei den Europameisterschaften 1998, als sie mit 66,92 Meter Zweite hinter der Deutschen Tanja Damaske wurde. Ihre Bestleistung mit dem alten Speer von 67,34 Meter stellte sie ebenfalls 1998 auf.
Mit dem neuen Speer ab 1999 kam sie auf Anhieb gut zurecht. Bei den Weltmeisterschaften 1999 wurde sie mit 66,37 Meter Zweite hinter Mirela Tzelili (Griechenland). 2000 gelang ihr der weiteste Wurf mit dem neuen Speer, als sie mit 67,20 Meter russischen Rekord warf. Sie wurde aber bei den Olympischen Spielen 2000 in Sydney nur Siebte mit 62,91 Meter. Bei den Weltmeisterschaften 2001 scheiterte sie mit Platz neun im Vorkampf, mit 60,91 Meter verpasste sie den Endkampf der besten Acht um zehn Zentimeter.
Im Jahr darauf wurde Tatjana Schikolenko mit 63,24 Meter Vierte der Europameisterschaften 2002. Bei den Weltmeisterschaften 2003 gelang es ihr mit 63,28 Meter, zum zweiten Mal nach 1999 Silber zu gewinnen, erneut hinter Mirela Maniani-Tzelili.
Bei einer Körpergröße von 1,77 m betrug ihr Wettkampfgewicht 74 kg. Von 1997 bis 2001 und 2003 gewann sie die russische Meisterschaft im Speerwurf.